# Кившарь, Юрий Семёнович
Юрий Семёнович Кившарь (англ. Yuri S. Kivshar; род. 3 апреля 1959, Харьков) — австралийский и украинский физик, действительный член Австралийской академии наук.

## Биография
Родился 3 апреля 1959 года в Харькове. Учился в школе теоретической физики, основанной Львом Ландау. В 1981 году окончил с отличием Харьковский университет. С 1981 по 1990 год научный сотрудник в Физико-техническом институте низких температур имени Б. И. Веркина НАН Украины (ФТИНТ). Там же защитил диссертацию кандидата физико-математических наук по теме «Динамика солитонов и процессы их взаимодействия в почти интегрируемых системах» (1984).
В 1991—1993 годах работал в университете Дюссельдорфа. С 1993 года возглавляет созданный им Центр нелинейной физики в Австралийском национальном университете. В 2002 году избран в Австралийскую академию наук.
В 2011 году стал победителем российского гранта на создание лаборатории метаматериалов в Санкт-Петербургском государственном университете информационных технологий, механики и оптики (ИТМО), которой с тех пор руководит.

## Награды и отличия
- Премия Стефаноса Пневматикоса[англ.] (1994)
- Медаль Поузи[англ.] (1998)
- Медаль Вальтера Боаса[англ.] (2005)
- Медаль Томаса Ранкена Лайла[англ.] (2007)
- Премия Гарри Мэсси Института физики (2014)
- Медаль Лебедева Оптического общества имени Рождественского (2014)
- Премия Моци Общества оптики и фотоники (2020)
- Премия имени Макса Борна (2022)
- Действительный член Оптического общества Америки, Американского физического общества, Общества оптики и фотоники, Института физики.

## Публикации
Книги
- Kivshar Yu.S., Agrawal G.P. Optical Solitons: From Fibers to Photonic Crystals. — Academic Press, 2003. Русский перевод: Кившарь Ю.С., Агравал Г.П. Оптические солитоны: От световодов к фотонным кристаллам. — М.: Физматлит, 2005.
- Braun O.M., Kivshar Yu.S. The Frenkel-Kontorova Model: Concepts, Methods, and Applications. — Springer, 2004. Русский перевод: Браун О.М., Кившарь Ю.С. Модель Френкеля-Конторовой: Концепции, методы, приложения. — М.: Физматлит, 2008.

Избранные статьи
- Kivshar Yu.S., Malomed B.A. Dynamics of solitons in nearly integrable systems // Reviews of Modern Physics. — 1989. — Vol. 61. — P. 763-915. — doi:10.1103/RevModPhys.61.763.
- Kivshar Yu.S., Luther-Davies B. Dark optical solitons: physics and applications // Physics Reports. — 1998. — Vol. 298. — P. 81-197. — doi:10.1016/S0370-1573(97)00073-2.
- Braun O.M., Kivshar Yu.S. Nonlinear dynamics of the Frenkel–Kontorova model // Physics Reports. — 1998. — Vol. 306. — P. 1-108. — doi:10.1016/S0370-1573(98)00029-5.
- Zharov A.A., Shadrivov I.V., Kivshar Yu.S. Nonlinear Properties of Left-Handed Metamaterials // Physical Review Letters. — 2003. — Vol. 91. — P. 037401. — doi:10.1103/PhysRevLett.91.037401.
- Miroshnichenko A.E., Flach S., Kivshar Yu.S. Fano resonances in nanoscale structures // Reviews of Modern Physics. — 2010. — Vol. 82. — P. 2257-2298. — doi:10.1103/RevModPhys.82.2257.
- Zheludev N.I., Kivshar Yu.S. From metamaterials to metadevices // Nature Materials. — 2012. — Vol. 11. — P. 917–924. — doi:10.1038/nmat3431.
- Krasnok A.E., Miroshnichenko A.E., Belov P.A., Kivshar Yu.S. All-dielectric optical nanoantennas // Optics Express. — 2012. — Vol. 20. — P. 20599-20604. — doi:10.1364/OE.20.020599.
- Poddubny A., Iorsh I., Belov P., Kivshar Yu. Hyperbolic metamaterials // Nature Photonics. — 2013. — Vol. 7. — P. 948–957. — doi:10.1038/nphoton.2013.243.
- Staude I., Miroshnichenko A.E., Decker M., Fofang N.T., Liu S., Gonzales E., Dominguez J., Luk L.S., Neshev D.N., Brener I., Kivshar Yu.S. Tailoring Directional Scattering through Magnetic and Electric Resonances in Subwavelength Silicon Nanodisks // ACS Nano. — 2013. — Vol. 7. — P. 7824–7832. — doi:10.1021/nn402736f.
- Miroshnichenko A.E., Evlyukhin A.B., Yu Y.F., Bakker R.M., Chipouline A., Kuznetsov A.I., Luk'yanchuk B., Chichkov B.N., Kivshar Yu.S. Nonradiating anapole modes in dielectric nanoparticles // Nature Communications. — 2015. — Vol. 6. — P. 8069. — doi:10.1038/ncomms9069.
- Decker M., Staude I., Falkner M., Dominguez J., Neshev D.N., Brener I., Pertsch T., Kivshar Yu.S. High‐Efficiency Dielectric Huygens’ Surfaces // Advanced Optical Materials. — 2015. — Vol. 3. — P. 813-820. — doi:10.1002/adom.201400584.
- Kuznetsov A.I., Miroshnichenko A.E., Brongersma M.L., Kivshar Yu.S., Luk'yanchuk B. Optically resonant dielectric nanostructures // Science. — 2016. — Vol. 354. — P. aag2472. — doi:10.1126/science.aag2472.
- Glybovski S.B., Tretyakov S.A., Belov P.A., Kivshar Yu.S., Simovski C.R. Metasurfaces: From microwaves to visible // Physics Reports. — 2016. — Vol. 634. — P. 1-72. — doi:10.1016/j.physrep.2016.04.004.
- Limonov M.F., Rybin M.V., Poddubny A.N., Kivshar Yu.S. Fano resonances in photonics // Nature Photonics. — 2017. — Vol. 11. — P. 543–554. — doi:10.1038/nphoton.2017.142.